# Beautiful Shade of Grey
Beautiful Shade of Grey è il sesto album in studio del cantante canadese James LaBrie, pubblicato il 20 maggio 2022 dalla Inside Out Music.

## Descrizione
Si tratta della prima pubblicazione da solista di LaBrie a distanza di circa nove anni da Impermanent Resonance ed è stato prodotto dal cantante stesso insieme a Paul Logue, che si è occupato inoltre di tutte le parti di basso. Tra i musicisti coinvolti vi sono anche il figlio Chance alla batteria e il chitarrista Marco Sfogli, storico collaboratore di LaBrie.

## Tracce
1. Devil in Drag – 5:37
2. SuperNova Girl – 4:22
3. Give and Take – 4:44
4. Sunset Ruin – 5:10
5. Hit Me Like a Brick – 3:22
6. Wildflower – 3:54
7. Conscience Calling – 0:48
8. What I Missed – 4:53
9. Am I Right – 5:52
10. Ramble On – 4:55
11. Devil in Drag (Electric Version) – 4:33

## Formazione
- James LaBrie – voce, produzione
- Paul Logue – produzione
- Chance LaBrie – coproduzione
- Linus Corneliusson – missaggio
- Jens Bogren – mastering